# Aspron

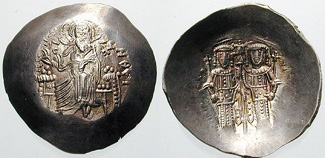
Aspron Alexios’ III.

Aspron war der Name für eine byzantinische Schüsselmünze des 11. Jahrhunderts aus einer Gold-Silberlegierung (Elektron).
Das lateinische Wort asper hieß ursprünglich „rau“, entwickelte aber nach und nach eine Konnotation zu „frisch“ im Sinne von noch nicht abgestumpft durch starke Nutzung und später zu "weiß" im Bezug auf Silber. Im zwölften Jahrhundert bekam das Wort eine technische Bedeutung, als die Byzantiner eine ihrer Trachy-Münzen, die gebleicht war, als Aspron bezeichneten. 
Im 14. bis 15. Jahrhundert taucht der Name wieder auf, als einfacher Name für Silbermünzen, so zum Beispiel beim Byzantinischen doukatopoulon oder dem türkischen akçe.